# PGC 19041
LEDA/PGC 19041 ist eine irreguläre Zwerggalaxie vom Hubble-Typ dIrr im Sternbild Großer Hund am Südsternhimmel. Sie ist schätzungsweise 14 Millionen Lichtjahre von der Milchstraße entfernt. 